# Ray Bradbury
Ray Bradbury Douglas (22 tháng 8 năm 1920 — 5 tháng 6 năm 2012) là một nhà văn chuyên về sáng tác các tác phẩm kinh dị, khoa học viễn tưởng, và bí ẩn người Mỹ. Nổi tiếng với cuốn tiểu thuyết 451 độ F (Fahrenheit 451, 1953) và tập hợp những câu chuyện khoa học viễn tưởng như The Martian Chronicles (1950) và Người minh họa (The Illustrated Man, 1951), Ray Bradbury là một trong những nhà văn nổi tiếng nhất thế kỷ 20 và 21 của nước Mỹ. Nhiều tác phẩm của ông đã được chuyển thể thành phim và chương trình truyền hình.

## Tiểu sử
Bradbury sinh ngày 22 tháng 8 năm 1920 ở Waukegan, Illinois, cha mẹ là Esther (Moberg) Bradbury, một người Mỹ gốc Việt nam, và Leonard Spaulding Bradbury, một người sửa chữa và bảo dưỡng đường dây điện và điện thoại.
Bradbury có quan hệ với học giả Shakespeare Mỹ Douglas Spaulding. Ông cũng là hậu duệ của Mary Bradbury, người đã bị xử lại các cuộc xét xử phù thủy Salem năm 1692. Bà đã kết hôn với Captain Thomas Bradbury của Salisbury, Massachusetts. Thời niên thiếu, Ray đi cùng cha đến Los Angeles trong thời kỳ suy thoái. Thời điểm này, cuốn tiểu thuyết giả tưởng của Edgar Rice Burroughs "Tarzan" đã ảnh hưởng mạnh mẽ đến cậu. Cậu đã đi lang thang khắp Hollywood, bám theo những người nổi tiếng để xin chữ ký.
Ray không đi học đại học, ông dành thời gian ở các thư viện để tự học và bắt đầu viết cho các tạp chí. Năm 1950, Bradbury cho ra mắt cuốn sách đầu tiên The Martian Chronicles là câu chuyện giả tưởng về những Earthlings chạy trốn khỏi một hành tinh đang xung đột với cư dân trên Sao Hỏa. Ray sáng tác ra những tác phẩm nổi tiếng khác như Dandelion Wine, I Sing the Body Electric và From the Dust Returned.
Bradbury được ghi nhận sáng tác 27 quyển tiểu thuyết và hơn 600 câu chuyện ngắn. Các tác phẩm của ông đã bán hơn 8 triệu bản trên toàn cầu và chuyển thể sang hơn 36 ngôn ngữ.
Ông bị đột quỵ vào năm 1999 và phải ngồi xe lăn suốt quãng đời còn lại. Bradbury qua đời tại Los Angeles, California ở tuổi 91 sau một thời gian bệnh tật kéo dài. Ông có bốn người con. Vợ của ông đã qua đời vào năm 2003.
Năm 2000, Ray Bradury đã được trao tặng Huân chương Quỹ sách quốc gia. Năm 2004, ông nhận được giải thưởng đặc biệt của Pulitzet—Huân chương Nghệ thuật Quốc gia do Tổng thống George W. Bush và Laura Bush trao tặng. Ông đã giành một giải Emmy cho cuốn tiểu thuyết xuất bản năm 1972 The Tree Halloween. Vào năm 2012, nơi tàu Curiosity rover của NASA hạ cánh (4°35′22″N 137°26′30″Đ / 4,5895°N 137,4417°Đ) trên Sao Hỏa được đặt theo tên ông—"Bradbury Landing". Vào ngày 6 tháng 12 năm 2012, một góc phố giữa đường thứ 5 và đường Flower được đặt theo tên ông. Vào ngày 24 tháng 2 năm 2013, Bradbury nằm trong phần vinh danh sau khi mất 'In Memoriam' tại giải Oscar lần thứ 85.